# Ambrose Rebello
Ambrose Rebello (ur. 17 lutego 1949 w Nirmal) – indyjski duchowny rzymskokatolicki, w latach 2015–2024 biskup Aurangabadu.

## Życiorys
Święcenia kapłańskie przyjął 22 kwietnia 1979 i został inkardynowany do diecezji Aurangabad. Pracował jako duszpasterz parafialny, od 2011 pełniąc także funkcje wikariusza generalnego diecezji, dyrektora centrum duszpasterskiego oraz kanclerza kurii.
13 maja 2015 otrzymał nominację na biskupa diecezjalnego Aurangabadu. Sakry biskupiej udzielił mu 28 sierpnia 2015 abp Salvatore Pennacchio.
17 lutego 2024 papież Franciszek przyjął jego rezygnację z pełnionej funkcji.